# Gollumiella neopetiolata
Gollumiella neopetiolata är en stekelart som beskrevs av John M. Heraty 1992. Gollumiella neopetiolata ingår i släktet Gollumiella och familjen Eucharitidae.
Artens utbredningsområde är Filippinerna. Inga underarter finns listade i Catalogue of Life.